# 阮勱
阮勱（越南语：／；1817年—1868年），原名阮克勤（越南语：／），號逸卿（越南语：／），越南阮朝官員。

## 生平
阮勱是山西省永祥府安樂縣兩館總中河洲（今屬永福省安樂縣中河社中河村）人，嘉隆十六年（1817年）出生。紹治二年（1842年），考取壬寅科河內場鄉試舉人。嗣德元年（1848年），會試考中會元，庭試考取該科二甲進士出身第一名，是該科庭元。初授翰林院修撰，充內閣承旨。嗣德三年（1851年），出領北寧督學，後改任集賢院侍講學士。嗣德九年（1856年），升署廣平按察使，不久丁憂去職。兩年後改任辦理吏部事務，出領乂安按察使，再升光祿寺卿，領廣平布政使。嗣德十五年（1862年），改任幫辦山西事務，參與剿匪，累加軍功，改領太原布政使。後召還回朝，升署刑部右參知，不久改署河內巡撫。嗣德二十一年（1868年），吳鯤率領黨羽佔據諒平一帶，阮勱改任諒平軍次參贊軍務大臣，監督軍隊圍剿吳鯤。七月，官軍在諒山省繡山屯作戰失利，阮勱陣亡，壽五十二歲。阮廷追授巡撫銜，加贈兵部尚書。
嗣德三十一年，阮勱列祀忠義祠。

## 文學
阮勱著有《雙元中河文集》。

## 子女
阮勱有一子阮劭，建福年間從軍，後授翰林院修撰。